# هيرنان فيغيروا
هيرنان فيغيروا (بالإسبانية: Hernán Figueroa) هو منافس ألعاب قوى تشيلي، ولد في 26 أغسطس 1927.

## وصلات خارجية
- هيرنان فيغيروا على موقع الاتحاد الدولي لألعاب القوى (الإنجليزية)
- هيرنان فيغيروا على موقع أوليمبيديا (الإنجليزية)